# Taha Hussein
Taha Hussein (arabisk: طه حسين, ægyptisk arabisk udtale: [ˈtˤɑːhɑ ħ(e)ˈseːn]; 15. november 1889 – 28. oktober 1973) var en af det 20. århundredes mest indflydelsesrige egyptiske forfattere og intellektuelle og en fremtrædende person i Nahdaen (den egyptiske renæssance) og i den modernistiske bevægelse i Mellemøsten og Nordafrika. Hans tilnavn var "Dekanen for arabisk litteratur" (arabisk: عميد الأدب العربي), og han blev kendt som Egyptens fremmeste eksponent for oplysning og litterær dannelse og en grundlægger af moderne arabisk litterær kritik. Som undervisningsminister i Egypten fik han indført gratis skolegang til alle. Han blev nomineret til Nobelprisen i litteratur fjorten gange.
I 2022 udkom et af Husseins hovedværker Dagene, en selvbiografisk fortælling om en fattig blind egyptisk dreng, hans begær efter viden og senere sociale opstigning, på dansk.

## Liv
Taha Hussein blev født i Izbet el Kilo, en landsby i Al Minya i det centrale Øvre Egypten. Han gik på en kuttab og blev derefter optaget på Al-Azhar Universitet, hvor han studerede religion og arabisk litteratur. Fra en tidlig alder var han tilbageholdende med at tage den traditionelle uddannelse til sit hjerte. Hussein var den syvende af tretten børn, født i en lavere middelklassefamilie. Han pådrog sig oftalmi og blev blind i en alder af to år. som følge af en fejlagtig behandling fra en ufaglært behandler
Hussein mødte og giftede sig med Suzanne Bresseau (1895-1989), mens han gik på Sorbonne i Frankrig. Han mødte hende oprindeligt, da han ansatte hende til at læse for ham.

## Akademisk karriere
Da det sekulære Cairo Universitet blev grundlagt i 1908, var han opsat på at blive optaget, og på trods af, at han var blind og fattig, vandt han en plads. I 1914 modtog han en ph.d. for sin afhandling om den skeptiske digter og filosof Abu al-ʿAlaʾ al-Maʿarri. Han blev senere professor i arabisk litteratur ved universitetet. I 1919 blev han udnævnt til professor i historie ved Cairo Universitet . Derudover var han den stiftende rektor for Alexandrias Universitet. Selvom han skrev mange romaner og essays, er han i Vesten bedst kendt for sin selvbiografi Al-Ayyam (الايام, Dagene), som blev udgivet på engelsk som An Egyptian Childhood (1932) og The Stream of Days (1943) og på dansk med titlen Dagene i 2022. Imidlertid var det hans bog om litterær kritik om præ-islamisk poesi ( في الشعر الجاهلي ) fra 1926, der først gjorde ham kendt i den arabiske verden. I denne bog udtrykte han tvivl om ægtheden af meget tidlig arabisk poesi, idet han hævdede, at den var blevet forfalsket i oldtiden på grund af stolthed og stammerivalisering. Han antydede også indirekte, at Koranen ikke skulle tages som en objektiv kilde til historien. Følgelig vakte bogen intens vrede og fjendtlighed blandt de religiøse lærde i Al Azhar og mange andre traditionalister, og han blev anklaget for at have fornærmet islam. Imidlertid udtalte den offentlige anklager, at det, Taha Hussein havde sagt, var en akademisk forskers mening, og der blev ikke truffet retslige skridt mod ham, selvom han mistede sin stilling ved Cairo Universitet i 1931. Hans bog blev forbudt, men blev genudgivet næste år med små ændringer under titlen On Pre-Islamic Literature (1927).
Taha Hussein var en intellektuel fra den egyptiske renæssance og fortaler for en egyptisk nationalisme sammen med det, han kaldte faraonismen, idet han mente, at den egyptiske civilisation var diametralt modsat den arabiske civilisation, og at Egypten kun ville gøre fremskridt ved at genvinde sine gamle præ-islamiske rødder.
Efter at Hussein havde opnået sin mastergrad fra Montpelliers universitet, fortsatte han sine studier og modtog endnu en ph.d. ved Sorbonne. I sin doktorafhandling, skrevet i 1917, skrev Hussein om Ibn Khaldun, en tunesisk historiker, der kan betragtes som grundlæggeren af moderne [sociologi]. To år senere, i 1919, tog Hussein tilbage til Egypten fra Frankrig sammen med sin kone, Suzanne, og blev udnævnt til professor i historie ved Cairo Universitet.

## Akademiet for det arabiske sprog i Cairo
På Akademiet for det arabiske sprog i Cairo blev Taha Hussein ansvarlig for færdiggørelsen af Al-Mu'jam al-Kabir (Den Store Ordbog), en af akademiets vigtigste opgaver. Han involverede professor i semitiske sprog ved Cairo University Dr. Murād Kāmil og lederen af kulturarven i undervisningsministeriet Ibrāhīm al-Ibyārī i arbejdet. Taha Hussein fungerede også som præsident for akademiet.

## Taha Hussein i Frankrig
Taha Hussein rejste til Montpellier, indskrev sig på byens universitet, deltog i kurser i litteratur, historie og fransk og lærte formel skrivning. Han var dog ikke i stand til at udnytte så meget, da han "kan være vant til at tage viden med ørerne, ikke med fingrene." 
Taha Hussein begyndte at lære latin og i den periode mødte han Suzanne Bresseau, som senere blev hans kone. 
Han blev dog indkaldt til at vende tilbage til Egypten på grund af de dårlige forhold ved University of Cairo. Tre måneder senere blev disse forhold forbedret, og Taha Hussein vendte tilbage til Frankrig. 

## Stillinger og opgaver
I 1950 blev Hussein udnævnt til undervisningsminister, i hvilken egenskab han var fortaler for gratis uddannelse og enhvers ret til at blive uddannet. Det lykkedes ham at få indført gratis skolegang til alle egyptiske børn. Han omdannede også mange af koranskolerne til grundskoler og omdannede en række uddannelsesinstitutioner til universiteter, ligesom han etablerede flere nye universiteter. Hussein foreslog, at Al-Azhar Universitet skulle lukkes i 1955, efter at hans embedsperiode som undervisningsminister sluttede.
Taha Hussein havde stilling som chefredaktør for en række aviser og skrev utallige artikler. Han var medlem af flere videnskabelige akademier i Egypten og rundt om i verden.

### Værker
Hussein var forfatter til mere end tres bøger (herunder seks romaner) og 1.300 artikler. Et af hans hovedværker var den selvbiografiske trilogi skrevet i tredje person Dagene, som i 2022 blev udgivet på dansk.

## Hyldest
Den 14. november 2010 fejrede Google Husseins 121-års fødselsdag med en Google Doodle.